# 앤드루 스텟슨
앤드루 스텟슨(Andrew Stetson, 1979년 8월 24일 ~ )은 캐나다의 남자 모델이다.